# 二次元NMR
二次元NMR（にじげんエヌエムアール）は核磁気共鳴 (NMR) 分光法のひとつの手法であり、2D-NMRとも略称する。測定結果であるスペクトルは横軸を被測定核の化学シフトとし、縦軸を測定法による種々のパラメーターとした2次元平面の各点の強度として示される。二次元NMRスペクトルのピークは両パラメータ軸への平行線の交点に現れるという意味から交差ピークまたはクロスピークと呼ばれる。縦軸のパラメータの種類とクロスピークの出現機構により非常にたくさんの二次元NMR測定の種類が考えられ実際に使用されている。普通は後述の対角ピークは交差ピークには含まない。状態が似ている水素が多いと、通常の1次元ピークでは多くのピークが重なり、解析が困難となる。この方法によって、ピークを2次元形式で表示することでピークを分けてより見やすくすることが可能である。
さらにパラメーター軸を追加した3次元NMRや多次元NMRも開発され使用されている。通常のNMRを多次元NMRと特に区別したい場合には「1次元NMR (1D-NMR)」と呼ぶことがある。

## 原理
FT-NMR（フーリエ変換 NMR、Fourier Transform NMR）において一番簡単な測定では1個の励起パルスの直後からFID（Free Induction Decay, 自由誘導減衰）を観測するが、FIDの前に一連のパルスおよびパルス間隔を入れて測定することで特徴あるスペクトルが得られる。この一連のパルス列を「パルスシーケンス (pulse sequence)」と呼び、2D-NMRではパルスシーケンスの中のあるパルス間隔の長さを変えた複数の1D-NMRスペクトルを得る。この長さ可変な期間を展開期 (evolution period) と呼び、2D-NMRではひとつの軸にFID期間中の時間 t2、他方の軸に展開期間中の時間 t1 を示す時間領域 (time-domain) スペクトルが得られる。時間領域スペクトルの両軸をフーリエ変換して周波数領域 (frequency-domain) スペクトルを得る。パルスシーケンス中で展開期がFIDより先であるため、伝統的に展開期を t1 で示しFIDを t2で示す。t1 と t2 に対応した周波数領域スペクトルの両軸はそれぞれ F1 および F2 と表す。
パルスシーケンスによりクロスピークの出現機構が変わり、さまざまな種類の測定法が考えだされている。

## 歴史
1971年にジャン・ジェーネル (Jean Jeener) が二次元NMRの着想を発表した。リヒャルト・R・エルンストはこれを基に二次元フーリエ変換分光法を開発した。エルンストはフーリエ変換NMRと多次元NMRの開発における業績で1991年にノーベル化学賞を受賞した。

## 術語
パルスシーケンス (pulse sequence)
対角ピーク (diagonal peak, diagonal signal)
同種核2D-NMRでは両軸の同一化学シフトの交点、すなわち対角線上に強いピークが現れる。これを対角ピークと呼び、対角ピーク以外のピークを交差ピークと呼ぶ。知りたい情報は交差ピークの方に含まれ対角ピークはその妨害となるので、パルスシーケンスやデータ処理の工夫により抑制するのが望ましい。
投影 (projection)
対称化 (symmetrization)

## 分類
1. 縦軸がスピン結合定数 - J分解NMRと呼ばれる。横軸に投影したスペクトルはスピン結合によるピークの分裂が消え、等価な被測定核ごとに唯1本のみのピークが対応した1D-NMRスペクトルとなる。縦軸からスピン結合定数が高精度で求められる。スピン結合の相手が被測定核と同種の場合は同種核J分解NMR、異なる場合は異種核J分解NMRと呼ばれる。
2. 縦軸が化学シフト - 縦軸と横軸が同じ種類の核種の化学シフトであるものを同種核2次元NMR (homonuclear 2D-NMR)、異なるものを異種核2次元NMR (heteronuclear 2D-NMR)と呼ぶ。核種の組み合わせだけでも種類が多くなるが、さらにクロスピークの出現機構により多くの種類がある。主な機構としては、スピン結合している核のピーク同士にクロスピークが出るシフト相関NMR、NOE効果のある核のピーク同士に出るNOE相関NMRがある。
3. 縦軸が拡散係数 - 傾斜磁場パルスを使ったFT-NMRで溶液中の分子の自己拡散係数を測定できるが、その自己拡散係数を縦軸とし化学シフトを横軸とした2D-NMRスペクトルとして表現できる。この測定方法はDOSY (Diffusion Ordered SpectroscopY) と呼ばれる。t1 軸に沿ったピーク強度は単調減少するのみで周期変動するわけではなく、F1 への変換もフーリエ変換ではない。ゆえにその原理は、本来の2D-NMRよりはLC-NMR等のクロマトグラフィーと結合したNMRスペクトルやピークごとの T1 測定（縦緩和時間測定）のNMRスペクトルに似ているといえる。

## 結合を介した同種核相関法
これらの相関法では、磁化移動が2-3結合まで離れた核のJ結合を介して同種の核間で起こる。

### COSY

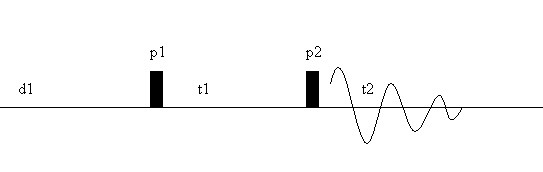
標準的なCOSYでは、準備期（p1）および混合期（p2）はそれぞれ発展時間t1で隔てられた単一の90° パルスから成り、サンプルからの共鳴シグナルは時間t2の範囲にわたる検出期の間に読まれる。

最初のそして最も人気のある2次元NMR実験法は同種核相関分光法 (Correlation spectroscopy、COSY) シークエンスである。有機構造解析の強力な手段である。COSYは互いにカップリングしたスピンを同定するために使われる。COSYシークエンスは単一のRFパルス（p1）と続く特定の発展時間（t1）、2回目のパルス（p2）、測定期（t2）から構成される。
COSY実験法から得られる2次元スペクトルは縦横両軸に沿って単一の同位体（通常は水素1H）についての周波数を示す（13Cおよび1Hといった異なる同位体に対応する2つの軸を持つ異種核相関スペクトルを作り出すための技術も考案されている）。COSYスペクトルは2種類のピークを示す。「対角ピーク」はそれぞれの軸上で同じ周波数座標を持ち、プロットの対角線に沿って表われるのに対して、「交差ピーク」はそれぞれの周波数座標について異なる値を持ち、対角線から外れて表われる。対角ピークは1次元NMRにおけるピークに対応するのに対して、交差ピークは核のペア間のカップリングを示す（1D-NMRにおいて多重分裂がカップリングを示すのと同じ）。
交差ピークは磁化移動と呼ばれる現象に起因し、それらの存在は交差ピークの座標を作り出す2つの異なる化学シフトを持つ2つの核がカップリング（J結合）していることを示す。それぞれのカップリングは対角線の上下に2つの対称的な交差ピークを与える。様々なシグナル間の交差ピークを見ることによってどの原子とどの原子が繋っているかを決定することができる。

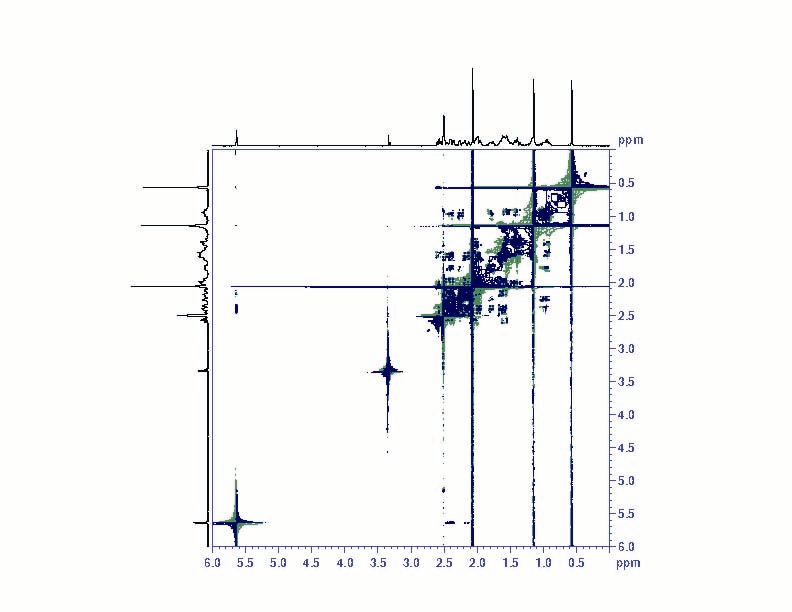
プロゲステロンの^{1}H COSYスペクトル（DMSO-d6溶媒中）。横軸と縦軸の沿って表示されているスペクトルは通常の一次元^{1}H NMRスペクトルである。ピークの大部分は対角線上に表われているのに対して、交差ピークは対角線の上下に対称的に表われている。

COSY-90が最も一般的なCOSY実験法である。COSY-90では、p1パルスが核スピンを90° 傾ける。もう一つのCOSYにCOSY-45がある。COSY-45では、2つ目ののパルスp2として90° パルスの代わりに45° パルスが使われる。COSY-45の利点は対角ピークがより程目立たないことであり、大きな分子において対角線近くの交差ピークの解析がより容易になる。加えて、カップリング定数の符号をCOSY-45スペクトルから明らかにすることができる。これはCOSY-90では不可能である。全体としては、COSY-45がよりきれいなスペクトルを与えるのに対して、COSY-90はより感度が高い。
別のCOSY技術にニ量子フィルタ（double quantum filtered）COSY（DQF COSY）がある。DQF COSYは位相回しまたは磁場勾配パルスといったコヒーレンス選択法を使う。これらは観測可能なシグナルを与える二量子コヒーレンスからのシグナルのみを生じる。これは対角ピークの強度を減少させる効果と線形を幅広い「分散」系からより鋭い「吸収」形に変化させる効果がある。またカップリングしていない核由来の対角ピークが消える。これらは全て、対角ピークが交差ピークを覆い隠しているようなスペクトルをよりきれいにする長所がある。

### ECOSY
ECOSY (Exclusive correlation spectroscopy) は小さなJ結合の正確な測定のために開発された。ECOSYは3つの活性核の系（SXIスピン系）を使って、小さなカップリングと直角な次元に分解されるより大きなカップリングを利用して分解されないカップリングを測定する。

### TOCSY
TOCSY (Total correlation spectroscopy) 実験法は、カップリングしたプロトンの交差ピークが観測されるという点でCOSY実験法と似ている。しかしながら、交差ピークは直接的にカップリングした核についてだけでなく、カップリングの連鎖によってつながった核間でも観察される。このためTOCSYはより大きな相互につながったスピンカップリングのネットワークを同定するために有用である。この能力は混合期の間に「等方性混合」を引き起こす繰り返しの一連のパルスを挿入することで達成される。より長い等方性混合時間はより遠くまで（より多い結合を通じた）分極の拡散を引き起こす。
オリゴ糖の場合、個々の糖残基は孤立したスピン系であるため、TOCSYによって特定の糖残基の全てのプロトンを区別することが可能である。TOCSYの一次元版も利用可能であり、単一のプロトンを照射することでスピン系の残りのプロトンを明らかにすることができる。この技術における最近の進歩としては1D-CSSF-TOCSY（Chemical Shift Selective Filter - TOCSY）実験法がある。これはより質の高いスペクトルを生成し、カップリング定数を確実に抽出することを可能とし、立体化学の決定を助けるために使われる。
TOCSYはHOHAHA（homonuclear Hartmann–Hahn spectroscopy）と呼ばれることがある。
2個以上の核スピンを介してつながっている核同士のクロスピークも観測できるが、どこまで遠くの核とのクロスピークが観測できるかは測定パラメータにより変わるので、測定パラメータを変えた複数のスペクトルから解析を行うことが多い。

### INADEQUATE
INADEQUATE (Incredible natural-abundance double-quantum transfer experiment) は隣合う炭素原子間の13Cカップリングを探すためによく使われる方法である。13C の天然存在比はわずか約1%であるため、分子のわずか約0.01%しかこの実験におけるシグナルに必要な2つの隣接した13C原子を持っていない。しかし、二重13Cシグナルを容易に分解できるように、単一13C原子からのシグナルを妨げるための相関選択法が使われる（DQF COSYと似ている）。個々のカップリングした核のペアはINADQUATEスペクトル上に同じ縦軸座標を持つ一対のピークを与える。この座標は核の化学シフトの和である。それぞれのピークの横座標は個々の核についての化学シフトである。上述したように13C同士が隣合う確率は極めて低く。同位体標識を用いないと観測は難しい。そのために、実際に13C同士の結合をみることは不可能ということでinadequate（不適当な、不十分な）と呼ばれている。しかし、測定できれば構造決定が極めて容易になる。

## 結合を介した異種核相関法
異種核相関分光法は2つの異なる種類の核間のカップリングに基づくシグナルを与える。2種類の核はプロトンおよび別種の核であることが多い。歴史的な理由のため、検出期の間に異種核スペクトルではなくプロトンを記録する実験法は「インバース（逆）」測定と呼ばれる。これは、ほとんどのヘテロ原子核のNMR活性同位体の低い自然存在比によって、NMR活性でない異種核を持つ分子からのシグナルによって埋め尽くされたプロトンスペクトルが生じ、これによってスペクトルが望む、カップリングしたシグナルを観察するために役に立たなくなるためである。例えば、13Cの天然存在比が少ないため単純な1Hの観測では1H-12C対の信号が強く、観測したい1H-13C対の信号の妨害となる。そこで1H-12C対の信号を抑制するために様々なパルスシーケンスが使われる。望ましくないシグナルを抑制するための技術の到来によって、HSQCやHMQC、HMBCといったインバース相関実験法が今日実際にかなり一般的である。異種核スペクトルが記録される「ノーマル」の異種核相関分光法はHETCORと呼ばれる。

### HETCOR
HETCOR（Heteronuclear correlation）はCH-COSYとも呼ばれる。F2軸（観測核周波数軸）が13Cの化学シフトでF1軸(照射核周波数軸)が1Hの化学シフトである異種核COSY。13C観測で1H照射であることを明確に示すためには13C{1H}-COSYと表記する。水素原子と炭素原子の結合が解析できるので有機構造解析の強力な手段であるが感度は後述のHSQCやHMBCに劣る。測定パラメータによりクロスピークが観測できるCH対のスピン結合定数 (JCH) が変化するが、直接共有結合しているCH対の JCH は110–200Hz、1つ以上の原子を挟んで間接的に結合しているCH対のJCHは20Hz以下なので両者は明確に区別できる。間接的に結合しているCH対のクロスピークを観測する場合を特に、長距離相関法 (long-range CH-COSY) と呼ぶ。

### HSQC

NleG3-2タンパク質の断片の^{1}H–^{15}N HSQCスペクトル。スペクトル中のそれぞれのピークは結合したN-Hペアを表わし、ピークの2つの座標はHおよびN原子それぞれの化学シフトに対応している。ピークの一部はシグナルを与えるアミノ酸残基名が付けられている。

HSQC（Heteronuclear single-quantum correlation spectroscopy、異種核一量子相関分光法）は1結合によって隔てられた2つの異なる種類の核間の相関を検出する。この方法はカップリングした核のペアごとに1つのピークを与え、ピークの2つの座標は2つのカップリングした原子の化学シフトである。HETCORとは逆にF2軸(観測核周波数軸)が1Hの化学シフトでF1軸(照射核周波数軸)が13Cの化学シフトである異種核2D-NMRだが、パルスシーケンスおよび原理はCOSYとは異なる。
HSQCはINEPTパルスシークエンスを用いた I核（通常プロトン）からS核（通常異種核）への磁化の移動によって機能する。この第一段階はプロトンがより大きな平衡磁化を持ち、より強いシグナルを作り出すため行われる。次に磁化は発展し、観測のためにI核へと戻される。次に追加のスピンエコー段階をシグナルをデカップリングするために随意に使うことができ、これによって多重ピークは単一ピークへと崩壊しスペクトルは単純化する。望まないカップリングしていないシグナルは1つの特定のパルスの位相を逆転させて実験を2回行うことで取り除かれる。この操作は望むピークの符号を逆転させるが、望まないピークの符号は逆転させないため、2つのスペクトルの差を取ることで望むピークのみが得られる。

### HMQC
HMQC (Heteronuclear Multiple Quantum Correlation) はHSQCと同様に13C照射で1H観測しスピン結合しているCH対のクロスピークが観測できる。その名の通りHMQCは多量子コヒーレンス、HSQCは一量子コヒーレンスによるシーケンスを使っている。HMQCでは展開期に1Hと13Cの磁化の両方が展開するため、同種核プロトンJ結合によってピークが広がってしまう。そのため、HSQCの方がピーク幅が狭く分解能を高くしやすい。しかし、HSQCの方がより多くのパルスを使うため、プローブのチューニングおよびマッチング、パルス幅の設定が適切に行われていない場合は、シグナル-ノイズ比が悪くなりやすい。2つの方法は小分子から中程度の分子では似た品質の結果を与えるが、HSQCはより大きな分子でより優れていると考えられている。

### HMBC
HMBC（Heteronuclear multiple-bond correlation spectroscopy、異種核多量子相関分光法）はおよそ2から4結合のより長い範囲にわたる異種核相関を検出する。複数の結合を介した相関を検出する際の障害は、HSQCおよびHMQCシークエンスが特定のカップリング定数の周辺のみを検出できるようなパルス間の特定の遅れ時間（delay time）を含むことである。一結合の場合、カップリング定数は狭い範囲におさまる傾向にあるためこれは問題にはならないが、複数結合のカップリング定数はより広い範囲にわたり、一回のHSQCまたはHMQC実験では全てを捉えることができない。
HMBCでは、この障害はHMQCシークエンスからこれらの遅れの一つを除くことで克服される。これは検出できるカップリング定数の範囲を増加させ、緩和からのシグナル損失も低減する。その代償はスペクトルのデカップリングが不可能になることと、シグナルに位相の歪みが取り込まれることである。HMBCの複数結合のシグナルのみを残して一結合シグナルを抑制するHMBCの改良法が存在する。

## 空間を介した相関法
以下の測定法は原子間に結合があるかどうかにかかわらず、互いに物理的に近接した核間の相関を確立する。これらの手法は核オーバーハウザー効果（NOE）を用いる。近接した（およそ5 Å以内）原子はスピン-格子緩和と関連する機構によって交差緩和を経験する。

### NOESY
NOESY (Nuclear Overhauser effect spectroscopy) では両軸が化学シフトでピーク間にNOEや化学交換があるとき交差ピークが生じる。NOEによるクロスピーク強度から原子間の距離が推定できるので構造生物学の強力な手段である。
NOESYでは、混合期の間の核スピン間の核オーバーハウザー交差緩和が相関を確立するために使われる。得られたスペクトルはCOSYと似ており、対角ピークと交差ピークを持つ。しかし、交差ピークは結合を介して互いにカップリングした原子ではなく空間的に近接した核からの共鳴を結ぶ。NOESYスペクトルは追加の情報をもたらさない余分な「軸性ピーク」も含む。このピークは最初のパルスの位相を逆転させた異なる実験によって消去することができる。
NOESYの一つの応用はタンパク質NMRのような大きな生体分子の研究であり、この場合、逐次ウォーキングを使って割り当てできることが多い。
NOESY実験は個別の共鳴を事前に選択することで一次元のやり方でも実行することができる。スペクトルは大きく、負のシグナルを与える事前に選択した核で読まれるのに対して、近接する核はより弱い正のシグナルによって同定される。これは、どのピークが興味のある共鳴へ測定可能なNOEを持つかだけを明らかにするが、完全な2次元実験よりもかなり短い時間で済む。加えて、もし事前選択された核が実験の時間スケール内で環境を変えたならば（交換や立体配座異性化）複数の負のシグナルが観察されるだろう。これによって、EXSY（exchange spectroscopy）NMR法に似た交換情報を得ることができる。

### ROESY
ROESY (Rotating frame nuclear Overhauser effect spectroscopy) は、初期状態が異なることを除けばNOESYと似ている。z-磁化の初期状態からの交差緩和を観察する代わりに、平衡磁化がx軸上で回転され、次に歳差運動できないように外部磁場によってスピンロックされる。この方法は、検出するには核オーバーハウザー効果が弱すぎる時間範囲に回転相関時間を持つ分子、大抵は分子量が1000前後の分子のために有用である。これは、ROESYが相関時間と交差緩和速度定数との間にNOESYと異なる依存性を持つためである。NOESYでは、交差緩和速度定数は相関時間が増加するにつれて正から負へと変化し、ゼロに近くなる範囲が存在するが、ROESYでは交差緩和速度定数は常に正である。
ROESYは "cross relaxation appropriate for minimolecules emulated by locked spins" (CAMELSPIN) と呼ばれることがある。

## 分解スペクトル法
相関スペクトルと異なり、分解スペクトルは1D-NMR実験におけるピークを余分なピークを加えることなく2次元に広げる。これらの方法は大抵、J-分解分光法と呼ばれるが、化学シフト分解分光法またはδ-分解分光法と称される場合もある。これらは、1D-NMRが重なり合った多重線を含む分子の分析に有用である。J-分解スペクトルはそれぞれの核からの多重線を垂直に動かす。2Dスペクトル中のそれぞれのピークはデカップリングされていない1Dスペクトルと同じ横座標を持つが、その縦座標はデカップリングされた1Dスペクトルで核が持つ単一ピークの化学シフトとなる。
異種核版で使われる最も単純なパルスシークエンスはMüller–Kumar–Ernst（MKE）法と呼ばれる。MKE法は準備期のための異種核についての単一の90° パルスを持ち、混合期はなく、検出期の間にプロトンへデカップリングシグナルを当てる。より高感度でより高精度なこのパルスシークエンスの変法が複数あり、これらはgated decoupling（ 制御付きデカップリング）法とspin–flip法に分類される。同種核J-分解分光法はスピンエコーパルスシークエンスを用いる。

## 高次元法
3Dおよび3D実験も行うことができ、2つ以上の2D実験のパルスシークエンスを連続して実行することで行われることもある。しかし、一般に使われる3D実験の多くは三重共鳴実験法である。例としてはHNCAやHNCOCA があり、タンパク質NMRでしばしば使われる。

## データ処理
2D-NMRでのデータ処理の中で、1D-NMRにはない2D-NMR固有の処理について述べる。

### 投影
2D-NMRスペクトルのある軸に平行な複数の1D-スペクトルに和などの演算をほどこしてひとつの1D-スペクトルを作り出す処理。ここでスペクトルの和というのは、異なるスペクトルの同一座標の強度値の和を結果のスペクトルの当該座標の値とする演算をいう。つまりスペクトルデータを座標軸上のデータ点数だけの次元のベクトル量と見なした時のベクトル和をいう。
単純に和を取る処理が最もよく使われ、この場合ノイズは平均化されて減少するためS/N比も改善される。和の他の演算としては、複数の1D-スペクトル中の最大値を取るものも使われる。
単に投影と言えば、ある軸に平行な全ての1D-スペクトルに処理をほどこす場合を指すことが多い。それに対して、あるシグナルが存在する範囲だけなどの一定範囲の1D-スペクトルのみを投影に使うこともある。その一定範囲が狭い場合は、1個の1D-スペクトルのみを取り出す、つまり断面 (cross section) を取り出す処理に近くなる。
投影処理は以下のような場合に有用である。
1. J分解スペクトルの化学シフト軸への投影はスピン分裂が消えて単純化されたものになる。特に1H-NMRのように同種核同士のスピン結合で複雑になるスペクトルでは、各シグナルを明確に分離できる効用がある。
2. 同種核相関スペクトルの投影もスピン分裂が消えて単純化されたものになる。

### 対称化
2つの軸が同じ種類の量である2D-NMR(例えばHH-COSY)のスペクトルでは、原点を通る傾き45度の対角線に関して対称な点は原理的に同一値である。ゆえにその観測値に違いがあれば、それは測定誤差やノイズであると考えられる。このことを利用して、対角線に対して対称な点同士の値が異なるものは消すような処理を行えばノイズを減らせると考えられる。この処理が対称化である。具体的な演算には様々な方法がある。

## 推薦文献
- T. I. Atta-Ur-Rahman（英語版） (1986-8-1) (English). Nuclear Magnetic Resonance Basic Principles. Springer-Verlag. ISBN 978-0387962436
  - T. I. Atta-Ur-Rahman 著、通元夫, 広田洋 訳『最新NMR 基礎理論から2次元NMRまで』シュプリンガー・フェアラーク東京、1988年1月1日。ISBN 978-4-431-70536-9。
- Richard R. Ernst, Geoffrey Bodenhausen（英語版）, Alexander Wokaun (1990-9-27) (English). Principles of Nuclear Magnetic Resonance in One and Two Dimensions. Oxford University Press. ISBN 978-0-198-55647-3

  - Richard R. Ernst、Geoffrey Bodenhausen、Alexander Wokaun 著、永山国昭, 藤原敏道, 内藤晶, 赤坂一之 訳『2次元NMR 原理と測定法』吉岡書店、1991年1月1日。ISBN 978-4-842-70289-6。
- Jeremy K. M. Sanders（英語版）, Brian K. Hunter (1993-3-25) (English). Modern NMR Spectroscopy A Guide for Chemists. Oxford University Press. ISBN 978-0-19-855567-4
  - Jeremy K. M. Sanders, Brian K. Hunter 著、坂口潮 訳『NMRガイドブック』廣川書店、1992年1月1日。ISBN 978-4-567-25450-2。
- Ray Freeman (1997-4-1) (English). A Handbook of Nuclear Magnetic Resonance. Longman Publishing（英語版）. ISBN 978-0-582-25184-7
  - Ray Freeman 著、坂口潮, 嶋田一夫, 荒田洋治 訳『NMRハンドブック』共立出版、1992年3月10日。ISBN 978-4-320-04285-8。